# 小原继忠
小原继忠（？—1582年4月3日（天正10年3月11日））是日本戰國時期武將。效忠甲斐國栗原筋小原郷領主的武田家。別稱忠次、秋清、丹後守。在武田家的地位為侍大将。

## 生平
永禄5年（1562年）6月由於武田信玄之子武田勝頼改為駐守高遠城，小原廣勝便代替其管理伊那郡。
歷經武田信玄及武田勝頼兩代大名。並於天正3年（1575年）參與長篠之戰。
天正10年（1582年）參與天目山之戰，在武田家滅亡時仍然效忠勝頼、並跟隨主君於天目山帶領一族殉死。死後戒名為鐵岩恵船居士。

## 關連項日
- 武田二十四将